# The Best of Dalida: Volume 1
Albums de Dalida
Le Sixième Jour (compilation)
(1986) The Best of Dalida: Volume 2
(1987)
The Best of Dalida: Volume 1 est la première compilation publiée en 1986 en format compact disc (CD) uniquement, et ce, du vivant de Dalida. Il regroupe 18 des plus grands succès de Dalida, tous issus de la période Orlando de 1970 à 1983.

## Titres
- Génération 78
- Avec le temps
- Parle plus bas (thème du film Le Parrain)
- Ils ont changé ma chanson, ma
- Paroles, paroles (avec Alain Delon)
- Une vie
- Il venait d'avoir 18 ans
- J'attendrai
- Le lambeth walk « C'était pas compliqué »
- Salma Ya Salama (version égyptienne)
- Fini la comédie
- Il pleut sur Bruxelles
- Il faut danser reggae
- Monday, tueday (Laissez-moi danser)
- Rio do Brasil
- Comme disait Mistinguett
- Mourir sur scène
- Gigi l'amoroso